# كيل

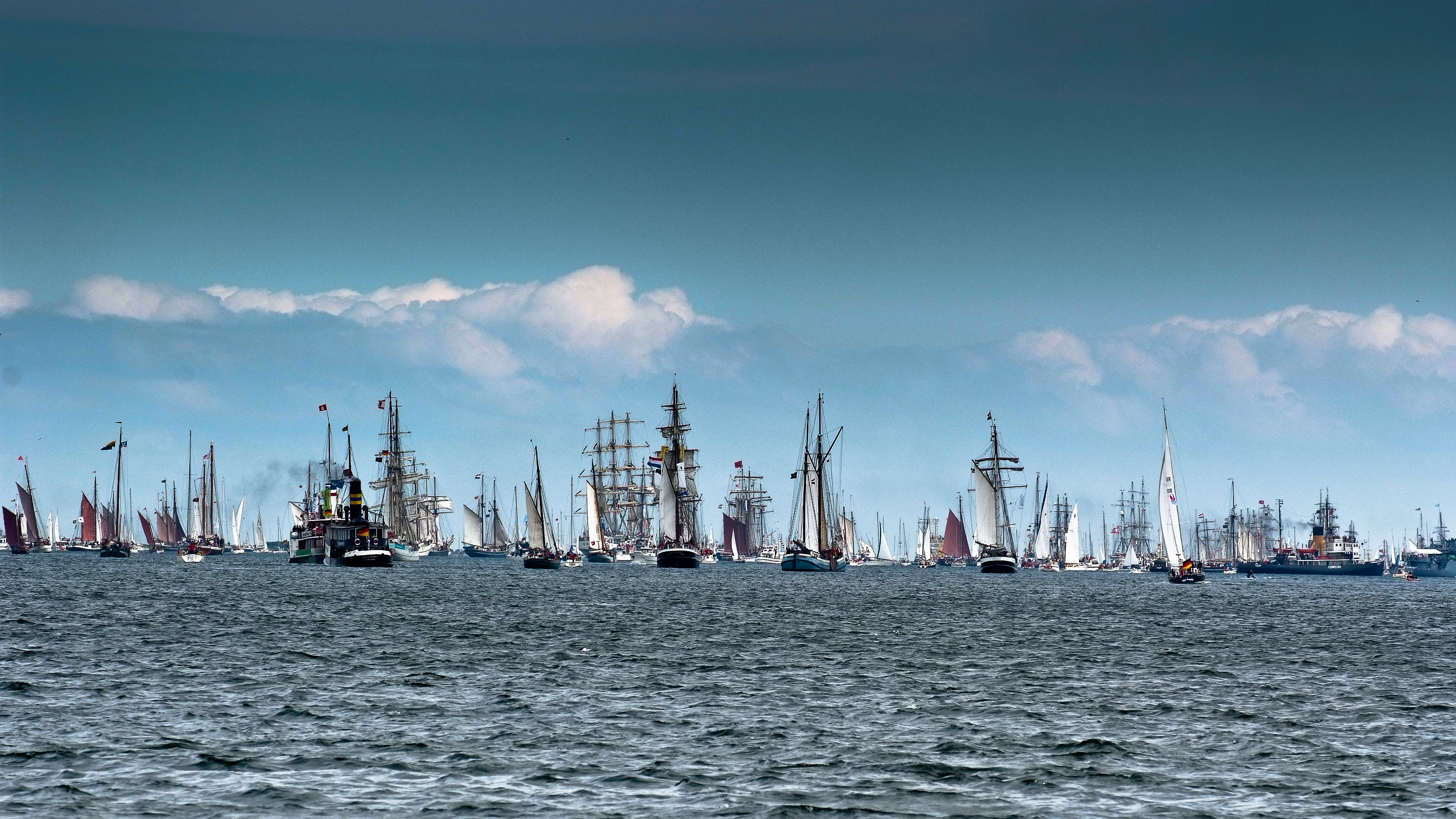
استعراض السفن الشراعية الضخمة خلال احتفالات أسبوع كيل (2009)

كيل (بالألمانية: Kiel)‏ هي مدينة وميناء بحري تقع شمال ألمانيا. وهي عاصمة ولاية شليزفيغ-هولشتاين إحدى ولايات ألمانيا الستة عشر.
يبلغ عدد سكانها 245,682 نسمة. تقع بالقرب من نهاية الطرف الشرقي لقناة كييل، التي تربط بحر البلطيق ببحر الشمال. ويسير في قناة كييل كثير من السفن إلى الدنمارك والنرويج والسويد. وتشتمل الأنشطة الصناعية الأخرى للمدينة على بناء السفن، وعمليات تصنيع السمك، والطباعة، وصناعة الخزف، والآلات، وإنتاج أدوات القياس. تأسست مدينة كييل عام 665م وتُعدّ مركزًا مهمًا للتدريب البحري من خلال جامعة كريستيان ألبرخت.
أسس مدينة كييل نبيل ألماني يُدعى الكونت أدولف الرابع في القرن الثالث عشر الميلادي. وفي الحرب العالمية الثانية (1939 – 1945م) تعرَّضت كييل لتدمير شديد. ثم أُعيد بناؤها على نمط حديث؛ فمراكزها التجارية ومناطقها الاقتصادية بشوارعها خُصصت للمشاة فقط وتُعَدُّ نموذجًا لتخطيط المدن. ويشتمل القسم القديم منها على العديد من الخدمات الثقافية.

## مدن شقيقة
كيل هي توأم المدن التالية:
- برست، فرنسا (1964)
- كوڤنتري، المملكة المتحدة (1967)
- ڤاسا، فنلندا (1967)
- گدينيا، بولندا (1985)
- تالين، إستونيا (1986 — كانت وقتها في  الاتحاد السوفيتي)
- شترالسوند، ألمانيا (1987 — كانت وقتها في  ألمانيا الشرقية)
- كاليننگراد، روسيا (1992)
- سوڤتسك، روسيا (1992)

## وصلات خارجية
- كيل مدينة القوارب الشراعية والرياضات البحرية